# Osík
Osík (en allemand : Osik) est une commune du district de Svitavy, dans la région de Pardubice, en Tchéquie. Sa population s'élevait à 1 046 habitants en 2024.

## Géographie
Osik est arrosé par la rivière Desna et se trouve à 4 km au sud-ouest de Litomyšl, à 17 km au nord-ouest de Svitavy, à 42 km au sud-est de Pardubice et à 135 km à l'est-sud-est de Prague.
La commune est limitée par Morašice au nord-ouest, par Litomyšl au nord-est, par Benátky à l'est, par Litomyšl au sud-est et au sud, et par Dolní Újezd à l'ouest.

## Histoire
La première mention écrite du village date de 1347.

## Galerie

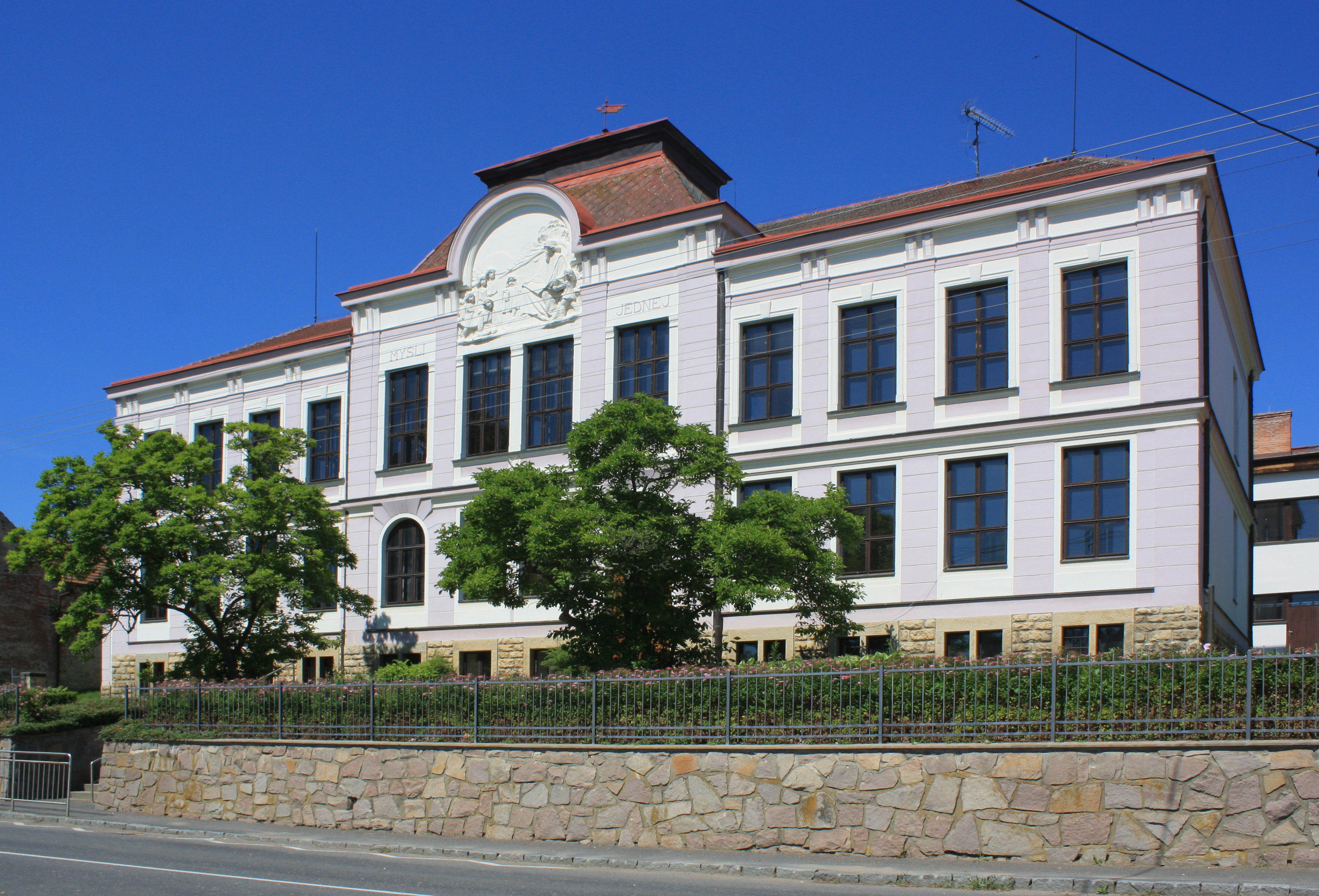
Osík : école primaire.
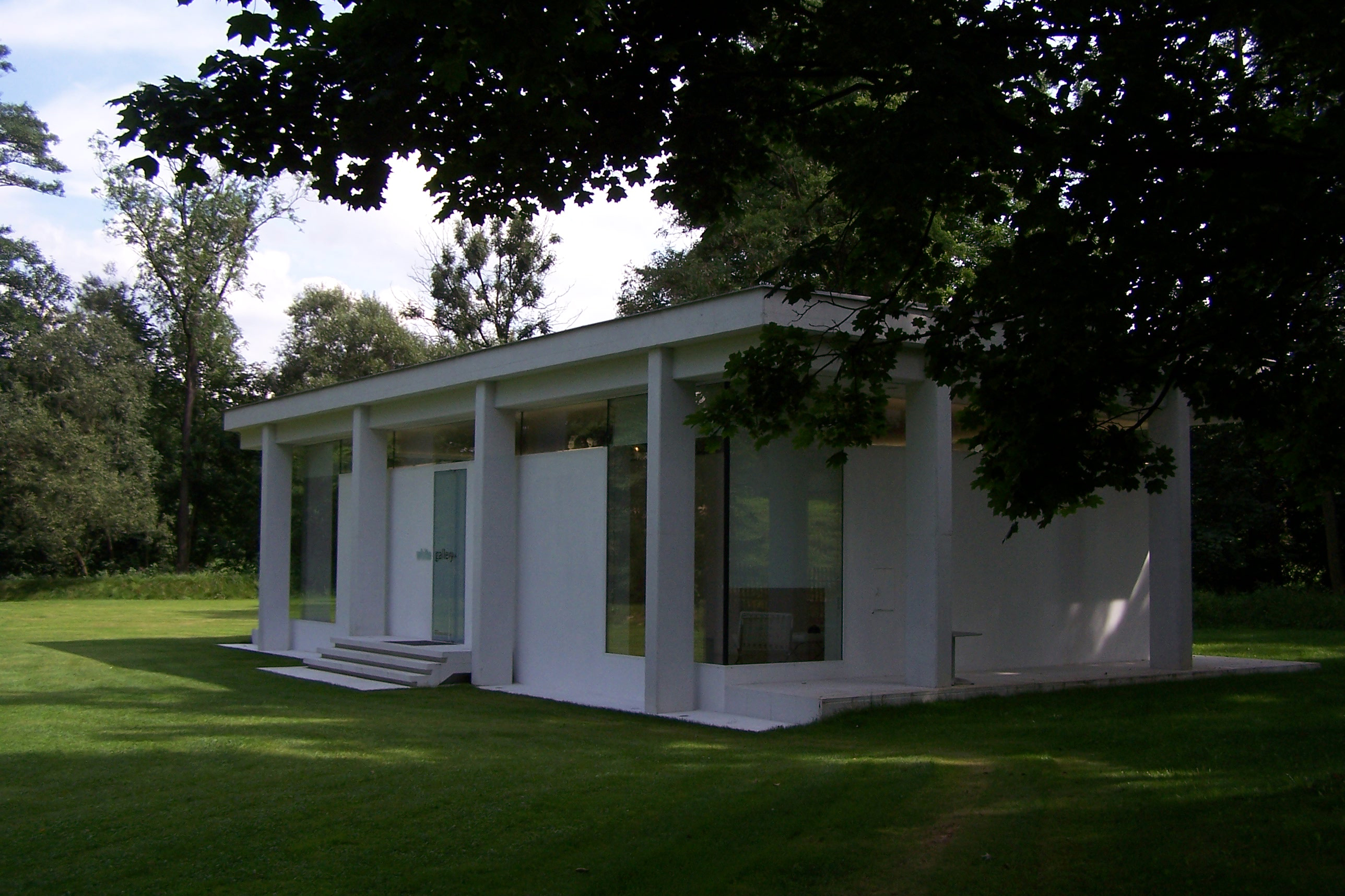
White Gallery : exposition des œuvres de Ludmila Jandová.

## Transports
Par la route, Osík se trouve à 4,5 km de Litomyšl, à 22 km de Svitavy, à 52 km de Pardubice et à 166 km de Prague. 